# Isonychus religiosus
Isonychus religiosus är en skalbaggsart som beskrevs av Evans 2003. Isonychus religiosus ingår i släktet Isonychus och familjen Melolonthidae. Inga underarter finns listade i Catalogue of Life.